# Lobisquama barbata
Lobisquama barbata är en tvåvingeart som beskrevs av James 1982. Lobisquama barbata ingår i släktet Lobisquama och familjen vapenflugor. Inga underarter finns listade i Catalogue of Life.